# Tur Abdin

Tur Abdin con i suoi monasteri

Il Tur Abdin (in siriaco ܛܘܪ ܥܒܕܝܢ) è una regione del sud-est della Turchia che comprende la metà orientale della provincia di Mardin e la parte ad ovest del Tigri della provincia di Şırnak, ai confini con la Siria. La popolazione della regione è costituita da cristiani siriaci di lingua aramaica affiliati principalmente alla Chiesa ortodossa siriaca.

## Etimologia
Il nome Tur Abdin deriva dal siriaco e significa "montagna dei servi di Dio", nome spiegabile dal gran numero di monasteri (più di ottanta) presenti nella regione.

## Descrizione

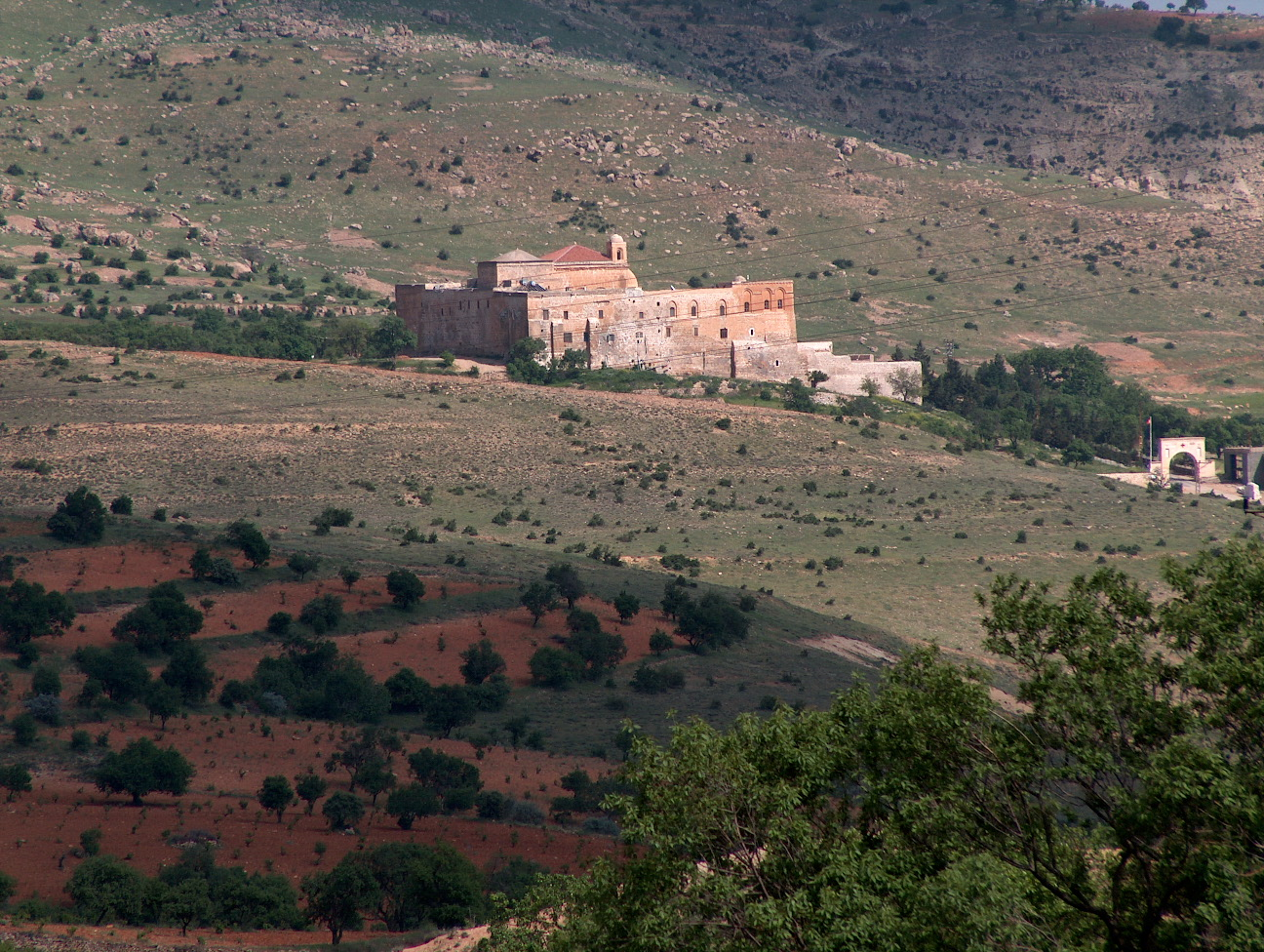
Monastero di Mor Hananyo o Dayr al-Zafaran

A sud, vicino a Mardin, la catena montuosa scende ripidamente verso la pianura mesopotamica. La breccia del Tigri costituisce il confine orientale, mentre a nord il Tur Abdin confina con la pianura di Diyarbakır. Il confine occidentale è poco definito ed è approssimativamente formato dal massiccio vulcanico Karaca Dağ.
Il Tur Abdin è prevalentemente collinare e non è una vera e propria catena montuosa e sembra più un altopiano. Fa eccezione il ripido pendio vicino a Mardin. È attraversata da alcune valli fertili, come la valle del Gercüş. Un tempo le montagne erano densamente boscose. I terreni carsici costituiscono la composizione predominante del suolo. Assicurano l'infiltrazione delle abbondanti precipitazioni invernali e primaverili, in modo che il terreno sia secco in estate e debba essere irrigato artificialmente con grandi spese.

## Storia

### Antichità

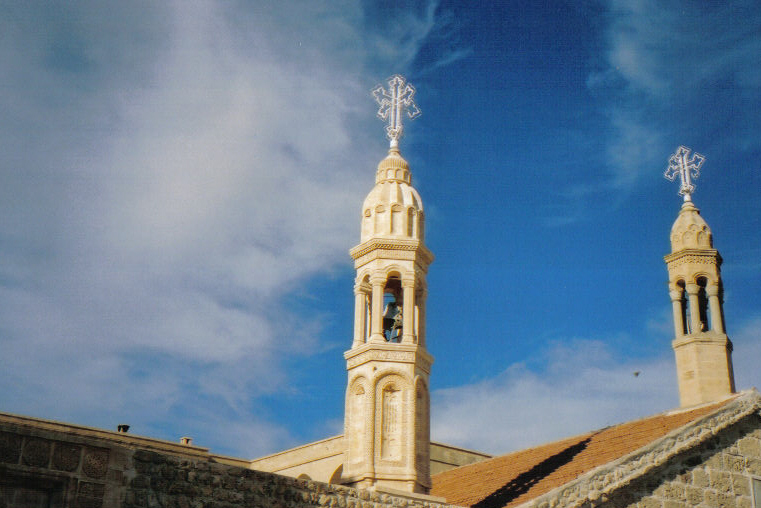
I campanili di Mor Gabriel

Gli annali dei re aramei fanno riferimento alla regione di Bit-Zamani nel XIII secolo a.C. come stato arameo con le città di Amida (Diyarbakir) e Naşibīna (Nusaybin) come capitali. La regione di Tūr `Abdīn fu anche teatro di numerosi scontri tra l'esercito assiro e gli aramei, che sembrano aver acquisito un notevole controllo non solo in quest'area, ma anche sull'Alto Tigri e sul Medio Eufrate. Il re assiro Adad-nirari II, salito al trono alla fine del X secolo a.C., scacciò gli Aramei dalla zona. Nel IX secolo a.C. il re assiro Assurnasirpal II descrisse di aver attraversato l'altopiano di Tur Abdin (che chiama Kashyari) mentre si recava ad attaccare la regione di Nairi.
Nel 586 a.C. il profeta Ezechiele menziona il famoso vino di Izlo, sul margine meridionale dell'altopiano di Tur Abdin, nella sua profezia contro Tiro. Il monastero di Mor Gabriel, la più antica chiesa ortodossa siriaca del mondo, fu fondato nel 397 dall'asceta Mor Shmu'el (Samuele) e dal suo studente Mor Shem'un (Simone). Secondo la tradizione, Shem'un ebbe un sogno in cui un angelo gli ordinò di costruire una casa di preghiera in un luogo contrassegnato da tre grandi blocchi di pietra. Quando Shem'un si svegliò, portò il suo maestro sul posto e trovò la pietra che l'angelo aveva posto. In questo luogo fu costruito il monastero di Mor Gabriel.
Dal II secolo a.C., la Mesopotamia settentrionale fu sotto il dominio diretto o indiretto dei Parti, che intrapresero ripetutamente guerre contro i Romani, i quali acquisirono un'influenza crescente nel corso del II secolo. Al più tardi a partire dall'imperatore Settimio Severo, il Tur Abdin apparteneva alla provincia romana di Mesopotamia.
Secondo tradizioni successive, gli abitanti di Tur Abdin furono convertiti al cristianesimo dagli apostoli Tommaso e Taddeo già nel I secolo. Tuttavia, il cristianesimo può essere provato qui solo nella tarda antichità. L'area deve il suo nome attuale ai numerosi monasteri e chiese fondati in quel periodo.

### Medioevo

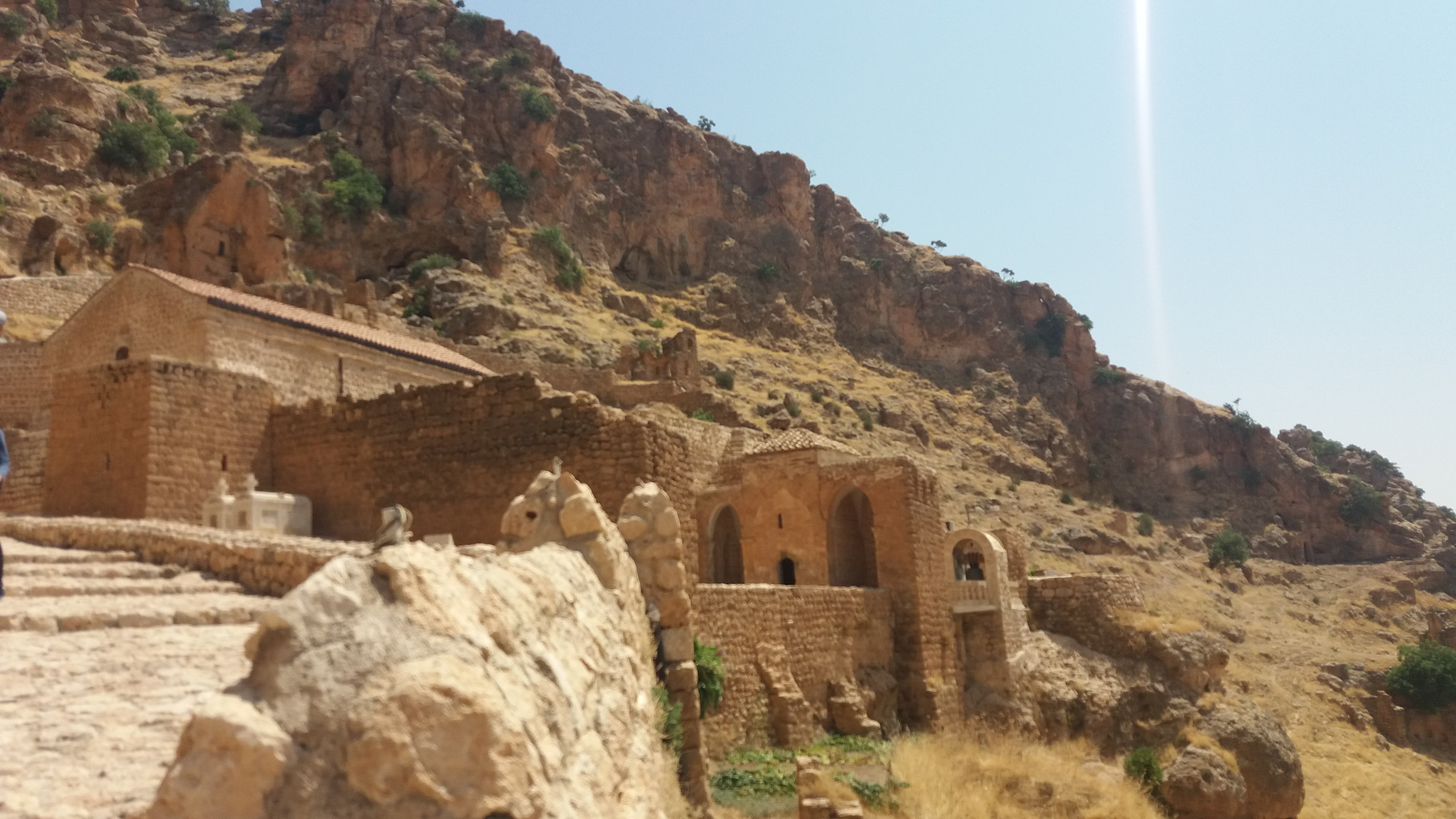
Monastero di Mor Augin

Dopo il concilio di Calcedonia del 451, la Chiesa ortodossa siriaca si separò dalla corrente bizantina di lingua greca. Secondo William Dalrymple, gli imperatori bizantini li perseguitarono duramente in quanto eretici monofisiti, il che portò la gerarchia della Chiesa ortodossa siriaca a ritirarsi nell'inaccessibile rifugio collinoso del Tur Abdin.
Dal IV al VII secolo, il Tur Abdin costituì il confine tra Roma orientale e l'Impero persiano dei Sasanidi, successori dei Parti; la catena montuosa costituì una sorta di avamposto dell'Impero romano d’Oriente.  Mentre la conquista da parte degli Arabi dopo il 640 significò inizialmente la fine delle persecuzioni da parte dell'impero bizantino, la situazione dei cristiani siriaci peggiorò dopo la vittoria dei Selgiuchidi nella battaglia di Manzicerta nel 1071. Il Tur Abdin fu massicciamente saccheggiato da Tamerlano intorno al 1400, e molti monasteri e insediamenti furono distrutti.

### XX secolo
La città di Midyat e i villaggi di Hah (dove si trova l'antica chiesa `Hito d'Yoldath-Aloho, la «Chiesa della Madre di Dio»), Bequsyone, Dayro da-Slibo, Selah (con l'antico monastero di Mor Yaqub), `Aynwardo (Ayinvert), Anhel, Kafro, Arkah, Harabale, con Dayro Mor Malke), Beth Sbirino, Middo (Miden) e Azagh sono tutti importanti luoghi siro-ortodossi. 
Durante la prima guerra mondiale centinaia di migliaia di cristiani siriaci vennero massacrati dalle autorità ottomane e dalle tribù curde nell'ambito del genocidio assiro, effettuato parallelamente al genocidio armeno.
A partire dagli anni 1970 la regione si spopolò a causa delle instabilità provocate dell'insurrezione scatenata dal Partito dei Lavoratori del Kurdistan. Le autorità turche evacuarono molti villaggi e ne limitarono l'accesso, provocando l'esodo della comunità siriaca, che emigrò in massa verso Istanbul e l'Europa occidentale.

### XXI secolo
Il 10 febbraio 2006 e nei giorni seguenti hanno avuto luogo grandi dimostrazioni nella città di Midyat in Tur Abdin. Dimostranti musulmani infuriati per la pubblicazione delle caricature di Maometto si sono radunati ad Estel, la nuova parte della città, e si sono diretti verso la città vecchia di Midyat (a 6 chilometri di distanza), dove è concentrata la locale comunità cristiana. La polizia è riuscita a fermare la marcia prima che potesse raggiungere il quartiere.
Nel 2008 vennero presentate una serie di azioni legali contro il monastero di Mor Gabriel da parte di villaggi curdi locali, che sostenevano che i terreni sui quali si ergeva il monastero fosse di loro proprietà. In difesa del monastero venne avviata una considerevole azione diplomatica e di promozione dei diritti umani, sia in Europa che in Turchia.

## Demografia
La regione è abitata tradizionalmente da cristiani siriaci di lingua e identità aramaica. La variante dell'aramaico tipica della regione è il turoyo; in alcuni villaggi la popolazione siriaca parla arabo (nella variante mhallami) o curda (nella variante kurmanji). Molti villaggi ospitano anche curdi e arabi mhallami. La confessione religiosa più diffusa tra i siriaci di Tur Abdin è quella ortodossa siriaca; numerose famiglie fanno invece riferimento alla Chiesa cattolica sira e al protestantesimo. I curdi e gli arabi sono invece musulmani sunniti di scuola sciafeita; sono presenti alcune piccole comunità di fede yazida.
La regione sperimentò una drastica transizione demografica a partire dagli anni 1960 con l'immigrazione di tribù curde da est. La crescente pressione dei nuovi arrivati costrinse molti degli agricoltori siriaci a rinunciare a lavorare i propri terreni per evitare le aggressioni dei pastori curdi. Molti lavoratori siriaci nel corso degli anni 1960 emigrarono in Germania come Gastarbeiter. La comunità siriaca cominciò ad abbandonare la regione in massa tra gli anni 1980 e 1990, nell'ambito dell'insurrezione scatenata dal Partito dei Lavoratori del Kurdistan. Le autorità turche procedettero a dichiarare lo stato di emergenza e a evacuare la regione. Decine di migliaia di siriaci furono quindi costretti a emigrare verso Istanbul e i paesi dell'Europa occidentale, che concedettero loro asilo. Molti dei villaggi siriaci vennero successivamente reinsediati da immigrati curdi. Negli anni 2010 rimanevano nel Tur Abdin poche migliaia di siriaci. La comunità siriaca del Tur Abdin è per la stragrande maggioranza emigrata: 15 000 membri risiedono a Istanbul, 100 000 in Germania, 80 000 in Svezia, 15 000 nei Paesi Bassi, 10 000 in Belgio e 10 000 in Svizzera.
Nel 2001 i siriaci emigrati ricevettero l'invito ufficiale da parte del governo turco di Bülent Ecevit di reinsediarsi nei propri villaggi. L'invito venne accolto da decine di famiglie siriache residenti in Germania e in Svizzera. Uno dei primi villaggi che vennero ripristinati fu Kafro Tahtoyo. I monasteri vennero rivitalizzati, decine di villaggi siriaci vennero ripristinati e modernizzati e numerose famiglie investirono economicamente nella regione; centinaia di siriaci dalla Germania e dalla Svizzera tornarono a risiedere stabilmente nei propri villaggi e migliaia di altre famiglie tornano nella regione ogni estate.

## Monasteri
- Il monastero di Mor Hananyo è il più importante centro siro ortodosso in Tur Abdin. Si trova a  6 km a sud-est di Mardin, nella parte occidentale della regione. Il monastero è conosciuto come Dayro d-Kurkmo in siriaco, Dayr al-Zafaran in arabo o Deyrülzafaran in turco. Fondato nell'anno 493, il monastero fu la residenza del Patriarca siro-ortodosso dal 1160 al 1932. Nonostante il Patriarca viva attualmente a Damasco, il monastero contiene ancora il trono patriarcale e le tombe di sette Patriarchi e vescovi. Oggi il monastero è sostenuto e curato da un vescovo e da alcuni monaci.
- Il Monastero di Mor Gabriel si trova nel centro di Tur Abdin, a metà strada fra Midyat e Cizre. Costruito nel 397, il monastero di Mor Gabriel, è il più antico monastero siro-ortodosso ancora attivo. È la sede del vescovo di Tur Abdin, che vi dimora con quattro monaci, sette suore e una schiera di ospiti, assistenti e studenti.
- Il Monastero di Mor Augin vicino la città di Nusaybin.